# Monte Romano
Monte Romano là một đô thị ở tỉnh Viterbo trong vùng Latium của Ý, có cự ly khoảng 60 km về phía tây bắc của Roma và khoảng 25 km về phía tây nam của Viterbo. Tại thời điểm ngày 31 tháng 12 năm 2004, đô thị này có dân số 1.938 người và diện tích là 86,2 km².
Đô thịMonte Romano có các frazione (đơn vị trực thuộc) Roccarespampani.
Monte Romano giáp các đô thị: Blera, Tarquinia, Tolfa, Tuscania, Vetralla, Viterbo.